# Baßgeige (Goslar)
Die Baßgeige ist ein Stadtteil der niedersächsischen Kreisstadt Goslar am Harz. Der Stadtteil, in dem überwiegend Gewerbe angesiedelt ist, liegt nordwestlich der Altstadt von Goslar und westlich von Jürgenohl. Westlich verlaufen die Bahnstrecke Hildesheim–Goslar und die Bundesstraße 6.

## Geschichte
Die Erschließung des groß angelegten Gewerbegebiets zwischen B 6 und Grauhöfer Landwehr – den Flanken der „Bassgeige“ – begann 1961. 1963 siedelten sich die ersten Betriebe an; bis 2013 waren es rund 300 mit über 5.000 Mitarbeitern.

## Bildung
Das Schulzentrum „Goldene Aue“ wurde im Jahr 1975 neu erbaut. Dort befindet sich die Realschule Goldene Aue, das Christian-von-Dohm-Gymnasium sowie die Berufsbildenden Schulen Goslar-Baßgeige/Seesen.

## Kultur und Sehenswürdigkeiten
In der Hildesheimer Straße befindet sich als Kunst im öffentlichen Raum eine Skulptur mit dem Titel Kommunikation, die der Künstler Egbert Haneke im Jahr 1992 geschaffen hat. Eine weitere, aus mehreren Teilen bestehende Skulptur Innovation des Kaiserringstipendiaten Alf Löhr aus dem Jahr 1996 befindet sich an der Ecke Alte Heerstraße/Pracherstieg.

## Ehemaliges Außenlager des KZ Buchenwald

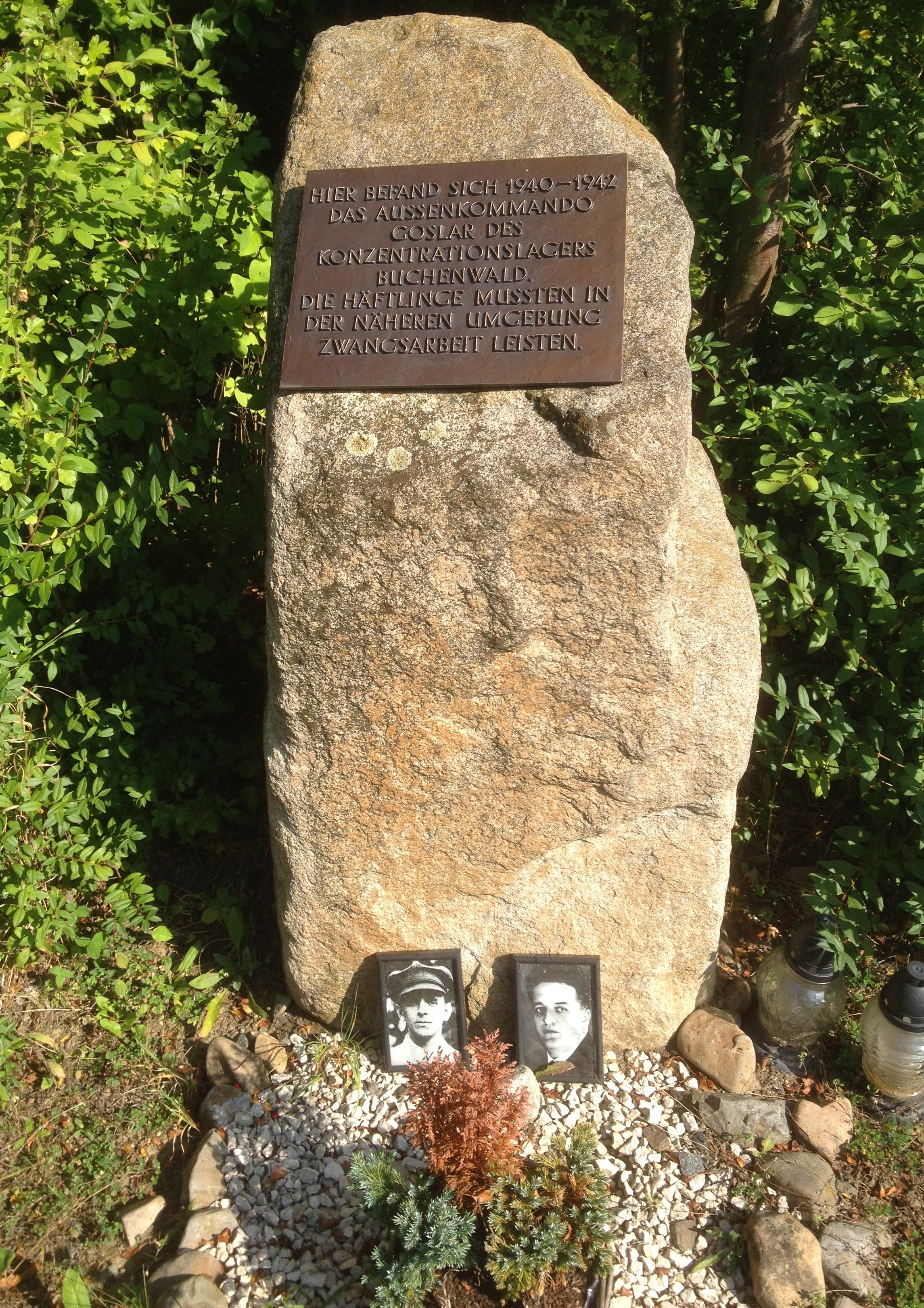
Gedenkstein für das Außenkommando Goslar des KZ Buchenwald

An der Ecke Grauhöfer Landwehr/Stapelner Straße steht seit 2002 ein Gedenkstein zur Erinnerung an das KZ-Außenlager des KZ Buchenwald (Lager-Nummer 255), das sich von 1940 bis 1942 an dieser Stelle befand. In dem Barackenlager waren bis zu 140 Häftlinge untergebracht, die u. a. zum Arbeiten auf dem benachbarten Fliegerhorst herangezogen wurden. Zu den Todesopfern zählten Walter Krämer und Karl Peix.